# HDCAM SR
HDCAM SR — формат профессиональной цифровой видеозаписи высокой чёткости семейства Betacam, представленный фирмой Sony в 2003 году. Является продолжением формата HDCAM c поддержкой полного HD-разрешения 1080p и позволяет получать изображения исключительно высокого качества с прогрессивной развёрткой и поддержкой форматов с кадровой частотой 23,98p, 24p, 25p, 30p, 50p, 60p или чересстрочной развёрткой и кадровой частотой 50i, 59.94i, 60i. Формат имеет обратную совместимость с HDCAM.
В формате используется 10-битный цифровой видеосигнал с частотой выборки (дискретизации) 4:2:2 для сигналов яркости и цветности (YUV) или 4:4:4 для сигналов RGB. Для уменьшения избыточности сигнала используется компрессия MPEG-4 Part 2 Simple Studio Profile. Может содержать до 12 звуковых цифровых каналов стандарта AES/EBU 24-бит/48 кГц.
Реализованы два варианта скоростей передачи данных и форматов внутреннего представления данных:
- первый (основной), режим SQ, представляет собой один поток данных в 440 Мбит/с;
- второй вариант, режим HQ, позволяет использовать скорость 880 Мбит/с для одного потока 4:4:4 или же для двойного потока 4:2:2.

## Технические характеристики
Видео
- Внутреннее разрешение — 1920 х 1080 пикселей;
- Глубина цвета — 10 бит;
- Частота выборки (дискретизации) — 4:4:4 RGB или 4:2:2 YCbCr;
- Компрессия — MPEG-4 Part 2 Simple Studio Profile
- Поток данных — 440 Мбит/с (режим SQ) или 880 Мбит/с (режим HQ: либо один поток 4:4:4 RGB, либо два потока 4:2:2 YUV);
- Внешнее отображение — 1920 х 1080 пикселей;
- Отношение сторон пикселя — 1 : 1;
- Соответствие стандарту — SMPTE 409M (1080p-совместимый)
- Кадровая частота:
  - прогрессивная развёртка 23,98p, 24p, 25p, 30p, 50p, 60p
  - чересстрочная развёртка 50i, 59.94i, 60i
- Общая скорость потока данных: 593 Мбит/с или 1186 Мбит/с
- Скорость потока видео HD-SDI: 1,5 Гбит/с 4:2:2 YCbCr, двойной поток HD-SDI (2x 1,5 Гбит/с) или Link HD-SDI до 3 Гбит / с для 4:4:4

Звук
- Частота дискретизации, кГц — 48
- Квантование, бит/отсчет — 24
- Число каналов — 12

Параметры носителя
- Ширина ленты, мм — 12,65
- Рабочий слой — Металлопорошковый (1550 Э)
- Размеры кассет, мм:
  - S — 156 х 96 х 25
  - L — 245 х 145 х 25
- Толщина ленты, мкм — 11
- Скорость ленты, мм/с — 96,7
- Частота вращения барабана головки, Гц — 90
- Относительная скорость записи, м/с — 22,9
- Шаг дорожек, мкм — 13,2
- Минимальная длина волны, мкм — 0,294
- Плотность записи, Mбит/дюйм2 — 331
- Время записи на кассеты, мин.:
  - S — 50
  - L — 155